# ディミトリス・リムニオス
ディミトリス・リムニオス（Dimitris Limnios, ギリシア語: Δημήτρης Λημνιός, 1998年5月27日 - ）は、ギリシャ・マグニシア県ヴォロス出身のサッカー選手。パナシナイコスFC所属。ポジションはFW。

## クラブ経歴
2012年にアトロミトスFCのユースチームに入団。2014年に16歳でトップチームに昇格。同年10月16日のエルゴテリスFC戦でプロデビューし、キリアコス・パパドプーロス、コスタス・アントニウに次ぐギリシャ・スーパーリーグ史上3番目の若さでデビューし、注目を集める。デビューから2シーズンは計7試合の出場にとどまっていたものの、2016-17シーズンに先発に定着。リーグ戦25試合1得点を記録。2017年4月6日にはPAOKテッサロニキに2017-18シーズンから加入することが発表。加入後即先発で起用され、2019-20シーズンは自己最高の35試合4ゴールを記録した。
2020年9月に入り、1.FCケルンが、リムニオスの獲得に迫っていると報じられた。しかし、そのリムニオスが
新型コロナウイルスに感染していたことが判明。移籍交渉が一時中断したものの、無事にケルンへの加入が決まり、21日にケルンと4年契約を締結した事が発表された。
2021年8月5日、FCトゥウェンテへの1年間のローン移籍が発表された。
2023年12月29日、パナシナイコスFCに移籍した。

## 代表経歴
2015年にU-17のギリシャ代表としてUEFA U-17欧州選手権に出場。2018年3月16日のスイス戦でフル代表初出場。2019年11月15日のUEFA EURO 2020予選のアルメニア戦で、代表初ゴールを決めた。
2022年6月9日、UEFAネーションズリーグ・キプロス代表との試合で自身が育った街の親戚や友人の前でプレーして1ゴールを決めたものの、試合終了間際に十字靭帯を断裂し少なくとも6ヶ月の離脱をすることになった。

## 人物
- 母親はブラジル人で、その関係でギリシャとブラジルの両国の国籍を所有している。